# Ziua de după
Ziua de după (titlu original: The Day After) este un film american de televiziune din 1983 regizat de Nicholas Meyer. Rolurile principale au fost interpretate de actorii Jason Robards, JoBeth Williams și Steve Guttenberg.
Filmul a fost difuzat pentru prima dată pe 20 noiembrie 1983, pe rețeaua de televiziune ABC. Peste 100 de milioane de oameni, din aproape 39 de milioane de locuințe, au urmărit programul în timpul difuzării sale inițiale. Filmul postulează un război fictiv între forțele NATO și țările din Pactul de la Varșovia, care escaladează rapid într-un schimb de lovituri nucleare la scară largă între Statele Unite și Uniunea Sovietică. Acțiunea în sine se concentrează asupra locuitorilor din Lawrence, Kansas și Kansas City, Missouri, și ai mai multor familii de fermieri din apropierea silozurilor de rachete nucleare.

## Prezentare
Tensiunile militare cresc între cele două alianțe din Războiul Rece conduse de Uniunea Sovietică și Statele Unite. Forțele Uniunii Sovietice și ale Pactului de la Varșovia se adună la granița dintre Germania de Est și Germania de Vest, iar Berlinul de Vest este blocat. O încercare a NATO de a rupe blocada de-a lungul graniței Helmstedt-Marienborn are ca rezultat pierderi grele. Aviatorul clasa I Billy McCoy (William Allen Young) locuiește la baza forțelor aeriene Whiteman, lângă Sedalia, Missouri. El este chemat la locul de lansare a LGM-30 Minuteman din Sweetsage, Missouri, la 32 km de Kansas City. Familia Hendry locuiește într-o fermă învecinată cu locul de lansare al lui McCoy.
Familia Dahlberg locuiește la ferma lor, la 32 km distanță de locul de lansare din Sweetsage, în Harrisonville, Missouri, la 64 km de Kansas City. Fiica cea mare a familiei Dahlberg, Denise (Lori Lethin), urmează să se căsătorească în două zile cu un student de la Universitatea din Kansas, astfel are loc repetiția pentru rochia de mireasă.
A doua zi, conflictul militar din Europa escaladează rapid. Armele nucleare tactice sunt detonate de NATO pentru a opri avansul Uniunii Sovietice în Germania de Vest și fiecare parte atacă ținte navale din Golful Persic. Dr. Russell Oakes (Jason Robards), un medic din Kansas City, Missouri, călătorește în Lawrence, Kansas, cu mașina pentru a preda la o clasă din spitalul Universității din Kansas de acolo. Stephen Klein (Steve Guttenberg), student la Universitatea din Kansas, aude știrile din Europa și decide să facă autostopul spre casă, în Joplin, Missouri.
Pe măsură ce amenințarea unui atac nuclear la scară largă crește, începe stocarea de bunuri, dar și evacuarea marilor orașe atât din Uniunea Sovietică, cât și din Statele Unite. Avertismente frecvente ale sistemului de difuzare de urgență sunt transmise la televizor și la radio, iar Kansas City începe să se golească, blocându-se autostrăzile de ieșire. Dr. Oakes este printre cei mulți aflați în blocaj în timp ce conduce spre Lawrence, dar, după ce a auzit o alertă EBS și și-a dat seama de pericolul pentru Kansas City și familia lui care locuiește acolo, decide să se întoarcă și să se ducă acasă.
La câteva minute, Statele Unite lansează rachetele Minuteman, iar personalul militar al Statelor Unite de la bordul aeronavei EC-135 Looking Glass urmărește rachetele nucleare sovietice. Filmul lasă în mod deliberat neclar cine a tras primul. Billy McCoy fuge de la locul unde era staționat acum când a fost lansată racheta Minuteman, intenționând să-și găsească soția și copilul. Pe măsură ce sirenele raidului aerian se declanșează, o panică larg răspândită cuprinde Kansas City, în timp ce majoritatea oamenilor caută frenetic adăposturi împotriva precipitațiilor radioactive și alte forme de protecție împotriva atacului nuclear sovietic iminent.
O explozie nucleară la mare altitudine are loc deasupra centrului Statelor Unite, generând un impuls electromagnetic care dezactivează vehiculele și distruge rețeaua electrică. La scurt timp după aceea, armele nucleare de mare capacitate detonează în numeroase locuri, inclusiv în centrul orașului Kansas City, Sedalia și Sweetsage. Familia Hendry, care a ignorat inițial criza, este ucisă când încearcă să fugă. McCoy se refugiază într-o remorcă a unui camion, iar Klein, care a făcut autostopul până în Harrisonville, găsește casa familiei Dahlberg și imploră să fie primit în subsolul casei. Între timp, tânărul Danny Dahlberg este orbit fulgerător când se uită la o altă detonare nucleară din apropiere. Dr. Oakes, care a fost martor la explozia nucleară din Kansas City, merge la spitalul din Lawrence și începe să trateze pacienții.
Precipitațiile nucleare și efectele sale mortale sunt resimțite peste tot în regiune. McCoy și Oakes, ambii în exterior imediat după explozii, au fost expuși fără știrea lor la doze letale de radiații. Denise Dahlberg, frenetică după zile petrecute în adăpostul de la subsol al familiei, aleargă afară, iar Klein, care îi jură tatălui ei că o va aduce înapoi, face acest lucru, dar nu înainte ca ambii să fi fost expuși la doze foarte mari de radiații. McCoy află în călătoriile sale că Sedalia și multe alte orașe au fost distruse. Mâncarea și apa sunt foarte puține, iar jafurile și alte activități criminale duc la impunerea legii marțiale. Klein îi duce pe Denise și pe fratele ei Danny, care a fost orbit de una dintre exploziile nucleare, la spitalul din Lawrence pentru tratament. McCoy merge și el acolo, unde moare din cauza otrăvirii cu radiații. Denise și Danny Dahlberg și Klein pleacă în sfârșit la Harrisonville și ferma Dahlberg, când le devine clar că nu pot fi tratați medical pentru rănile lor; este subînțeles că Denise și Klein sunt pe moarte. Președintele se adresează națiunii prin radio, anunțând că s-a ajuns la o încetare a focului cu Uniunea Sovietică (care a primit atacuri devastatoare similare) și că eforturile de ajutorare sunt în desfășurare, deși la puțini ascultători le mai pasă de așa ceva.
Jim Dahlberg, întorcându-se acasă de la o ședință municipală despre tehnicile agricole care ar putea funcționa pentru cultivarea alimentelor în noile circumstanțe, găsește mai mulți Okupa la fermă. El le explică că este pământul lui și le cere să plece, moment în care unul dintre Okupa îl împușcă și îl ucide fără niciun semn de remușcare.
Dr. Oakes, în sfârșit conștient că a fost expus letal la radiații, se întoarce în Kansas City pe jos pentru a vedea locul în care se află casa înainte de a muri. El găsește Okupa acolo, încearcă să-i alunge și i se oferă în schimb mâncare. Oakes se prăbușește, plânge, iar unul dintre Okupa îl mângâie.
Filmul se termină când șeful facultății de științe din Lawrence, Joe Huxley, încearcă în mod repetat să contacteze alți supraviețuitori cu un radio cu unde scurte. Nu recepționează niciun răspuns.

## Distribuție
Familia Oakes
- Jason Robards - Dr. Russell Oakes
- Georgann Johnson - Helen Oakes
- Kyle Aletter - Marilyn Oakes

Familia Dahlberg
- John Cullum - Jim Dahlberg
- Bibi Besch - Eve Dahlberg
- Lori Lethin - Denise Dahlberg
- Doug Scott - Danny Dahlberg
- Ellen Anthony - Joleen Dahlberg

Personal al spitalului
- JoBeth Williams - Nurse Nancy Bauer
- Calvin Jung - Dr. Sam Hachiya
- Lin McCarthy - Dr. Austin
- Rosanna Huffman - Dr. Wallenberg
- George Petrie - Dr. Landowska
- Jonathan Estrin - Julian French
- Wayne Knight - Man in Hospital

Alții
- Steve Guttenberg - Stephen Klein
- John Lithgow - Joe Huxley
- Amy Madigan - Alison Ransom
- William Allen Young - Airman First Class Billy McCoy
- Jeff East - Bruce Gallatin
- Dennis Lipscomb - Reverend Walker
- Clayton Day - Dennis Hendry
- Antonie Becker - Ellen Hendry
- Stephen Furst - Aldo
- Arliss Howard - Tom Cooper
- Stan Wilson - Vinnie Conrad
- Harry Bugin - Om la telefon